# Прилеп (Бургасская область)
Прилеп (болг. Прилеп) — село в Болгарии. Находится в Бургасской области, входит в общину Сунгурларе. Население составляет 638 человек.

## Политическая ситуация
В местном кметстве Прилеп, в состав которого входит Прилеп, должность кмета (старосты) исполняет Мима Ангелова Иванова (независимый) по результатам выборов правления кметства.
Кмет (мэр) общины Сунгурларе — Георги Стефанов Кенов (Движение за права и свободы (ДПС)) по результатам выборов в правление общины.